# Eem

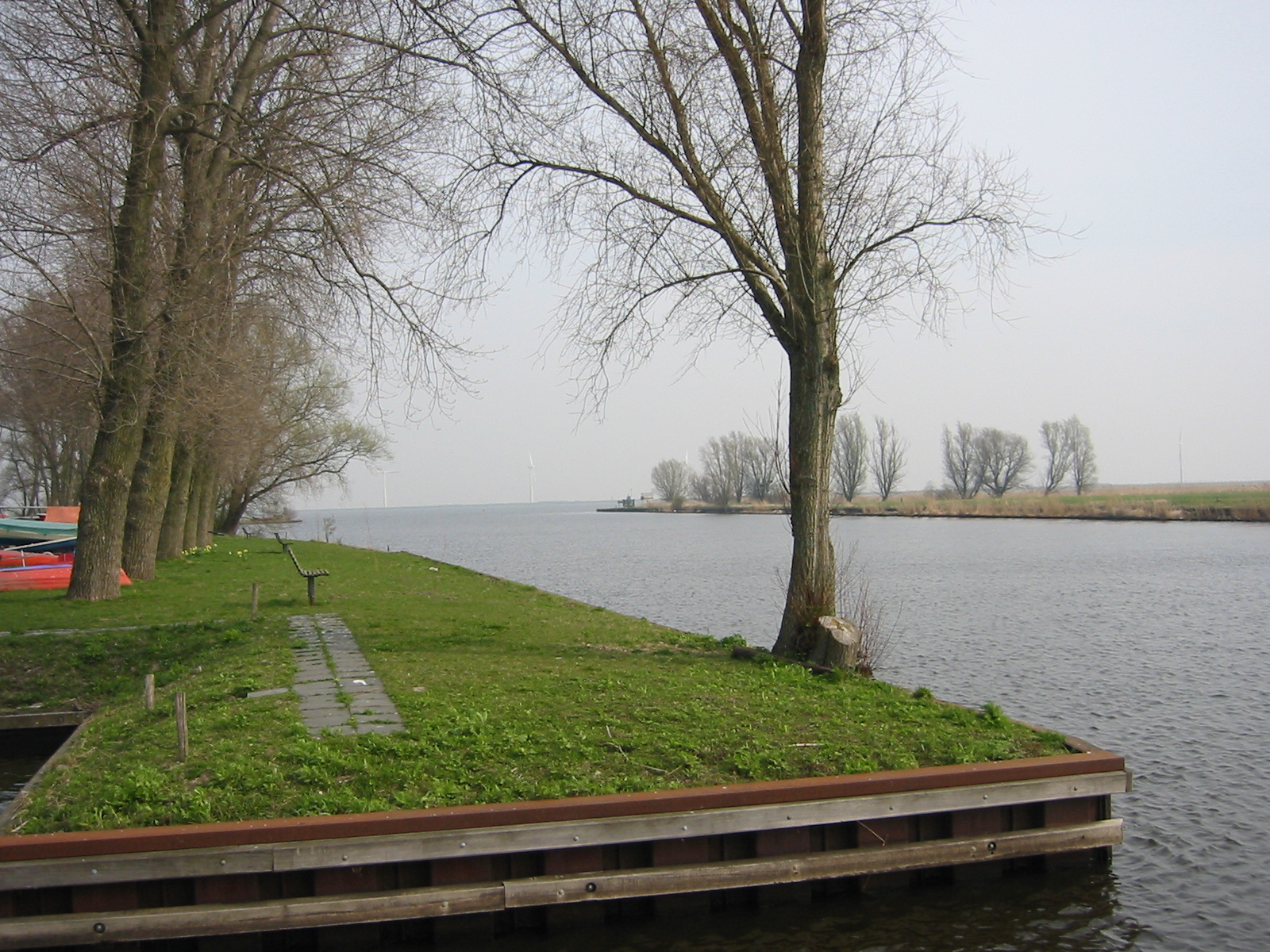
Die Eem

Die Eem ist ein Fluss in den Niederlanden, im Norden der Provinz Utrecht, mit einer Länge von fast 19 Kilometern. Sie fließt von Amersfoort ins Eemmeer (Eemsee).

## Eem-Warmzeit
Die Eem-Warmzeit wurde nach diesem kleinen Fluss benannt, da in der Nähe von Amersfoort bei Bohrungen marine Ablagerungen des jüngsten Oberpleistozäns zu Tage gefördert worden war, die 1874 von Pieter Harting wissenschaftlich beschrieben wurden.

## Stadt Eembrugge an der Eem

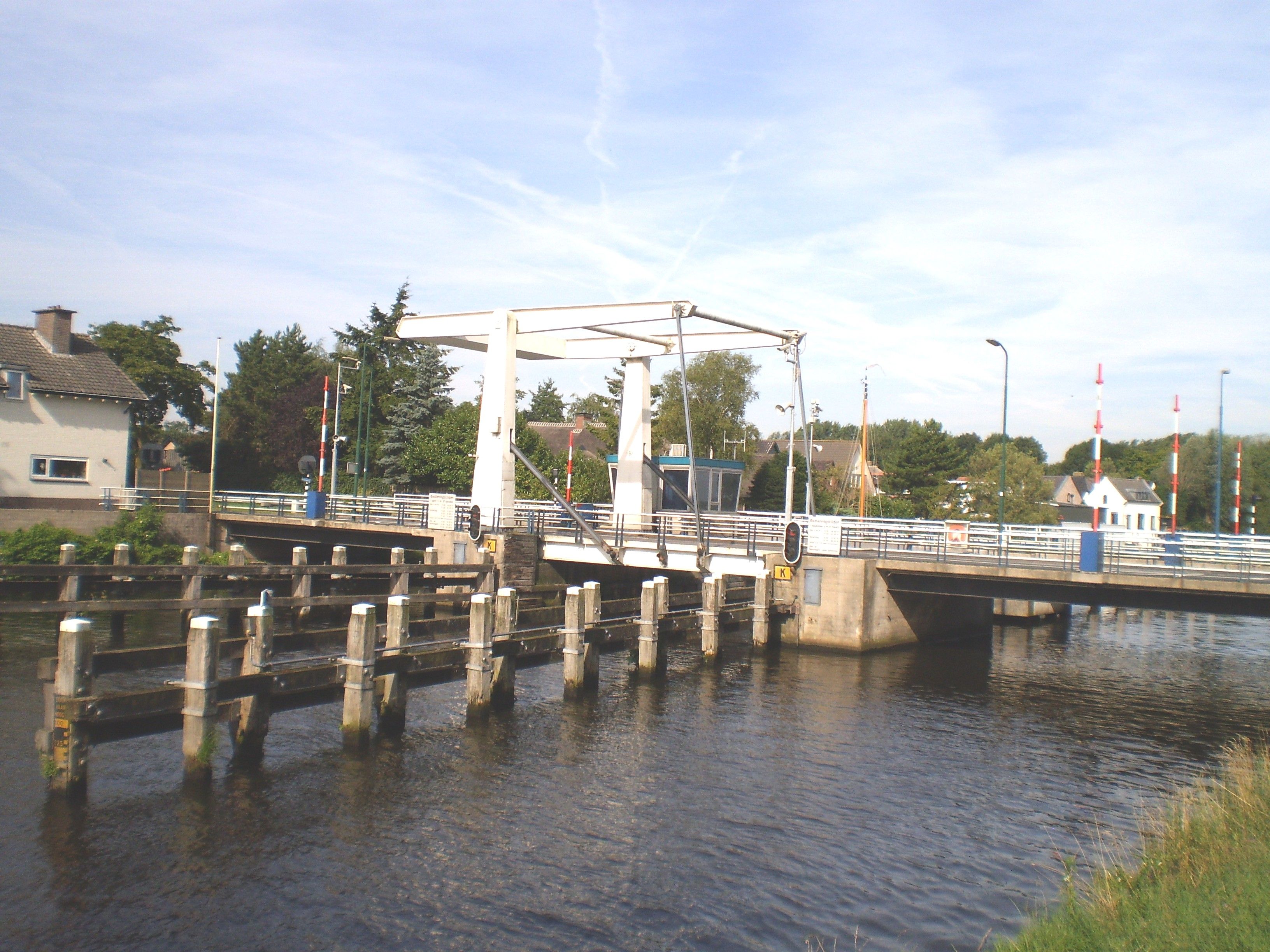
Ansicht von Eembrugge

Eembrugge ist ein Ort der Gemeinde Baarn an der Grenze der Gemeinde Eemnes in der niederländischen Provinz Utrecht. Er ist einer der kleinsten Orte, die in den Niederlanden jemals das Stadtrecht erhielten. Mit Ausnahme des Teils in der Gemeinde Eemnes hat Eembrugge 130 Einwohner (2004).